# 兰道氏躄鱼
藍道氏躄魚（学名：Antennarius randalli），又名五腳虎，为輻鰭魚綱鮟鱇目躄魚亞目躄魚科躄魚屬下的一个种，為熱帶淡水魚，分布於太平洋區，包括中國、台灣、馬紹爾群島、菲律賓、斐濟、復活節島等海域，棲息深度8-31公尺，體長可達8公分，棲息在礁石區斜坡，卵生的，卵是黏在絲帶狀的鞘或者凝膠黏液團被稱為卵筏或卵罩，生活習性不明。该物种的模式产地在复活节岛。